# Antonio Santangelo Fulci
Antonio Santangelo Fulci (Catania, 25 settembre 1922 – Solarino, 13 luglio 1943) è stato un militare italiano caduto durante l'invasione della Sicilia nella seconda guerra mondiale, e decorato con medaglia d'oro al valor militare.

## Biografia
Nacque a Catania il 25 settembre 1922, figlio del generale Giuseppe Santangelo, fratello di Roberto. Tra il 1937 e il 1940 frequentò la Scuola Militare di Roma, e dal 1940 1942 il 122º Corso presso la Regia Accademia di Artiglieria e Genio.
Uscito con il grado di sottotenente d'artiglieria viene assegnato al 40º Raggruppamento artiglieria di Corpo d'armata del 133º Reggimento artiglieria corazzata "Littorio". Durante la Campagna di Sicilia assunse il comando di una batteria di cannoni autotrasportata da 105/28 del 10º Gruppo,  posta a difesa dello sbarco delle truppe nemiche nella zona di Cassibile, in provincia di Siracusa.
Nel corso della battaglia del 10-13 luglio 1943 avvenuta nei pressi di Solarino perdeva la vita al comando della sua unità. Per il suo gesto veniva inizialmente insignito della Medaglia d'argento al valor militare alla memoria conferitagli con decreto 10 giugno 1947 successivamente commutata in Medaglia d'oro.
A lui è stata intitolata una via di Catania e la caserma di piazza Carlo Alberto della sua città natale, mentre una lapide è stata murata nella casa in cui abitò in via Martino Cilestri.

### Periodici
- I Santangelo, in Il Nastro Azzurro, n. 6, Roma, Istituto del Nastro Azzurro, novembre-dicembre 2010,  pp. 34-37.